# Nolinoideae
Classification APG III (2009)
Sous-famille
Les Nolinoideae sont l'une des sept sous-familles de monocotylédones de la famille des Asparagaceae, de l'ordre des Asparagales. Le nom de la sous-famille dérive du nom générique du genre Nolina. De nombreuses espèces et variétés de cette sous-famille sont utilisées comme plantes ornementales dans les parcs, les jardins et en intérieur.

## Description

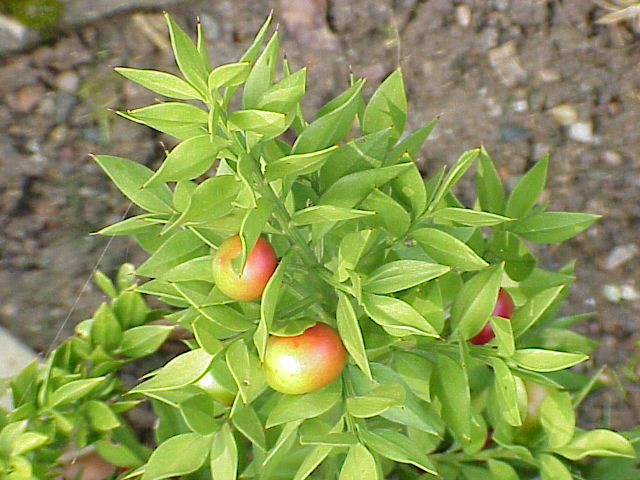
Ruscus aculeatus.

Comme l'extension de la sous-famille des Nolinoideae a été déterminée notamment par génétique moléculaire, l'étendue du taxon est importante.

### Port et feuillage
Les Nolinoideae peuvent être des plantes ligneuses, arbustes, arbrisseaux, lianes ou plantes arbustives, ou des plantes vivaces ou herbacées. Comme il n'y a pas de croissance secondaire chez les Nolinoideae, on ne parle pas d'arbres pour les espèces ligneuses, mais de plantes arbustives. Comme organes reproducteurs, de nombreuses espèces produisent des rhizomes et certaines des tubercules.
Les feuilles sont alternes ou opposées, et disposées en spirale, en deux rangées ou en verticilles. Les feuilles sont simples, entières, pétiolées, à marges parfois dentées, avec des nervures parallèles. Pour certains taxons, les feuilles sont réduites et semblables à des écailles aplaties ou des tiges coniques (cladodes) qui assurent la fonction d'organes d'assimilation.

### Inflorescences

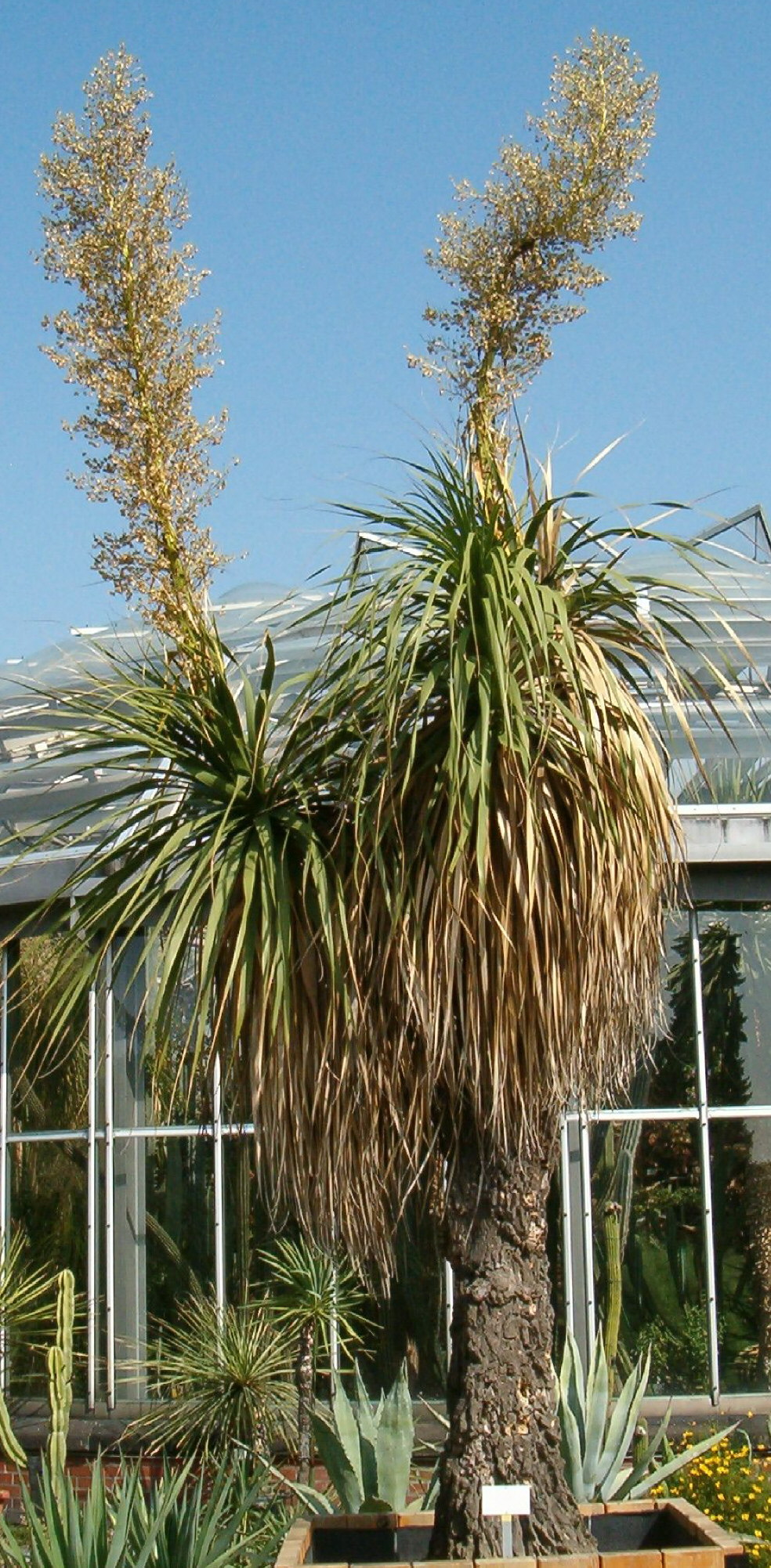
La plante arbustive Nolina longifolia.

Les fleurs sont solitaires ou multiples et groupées en grappe d'inflorescences (racèmes). Dans le genre Ruscus, les fleurs sont réunies en grappes à la surface des cladodes. Dans le genre Semele les fleurs sont organisées en ombelles au bord des cladodes. Les fleurs, hermaphrodites le plus souvent, rarement unisexuées, ont une symétrie radiale et ternaire. Si les fleurs sont unisexuées, les plantes peuvent être monoïques ou dioïques. Les périanthes, généralement au nombre de six, sont généralement unisexués. Les fleurs portent trois (rarement deux ou quatre) étamines fertiles. Les ovaires, fusionnés avec un stylet, ont généralement trois carpelles. La pollinisation est entomogame ou autogame.

### Fruits et graines

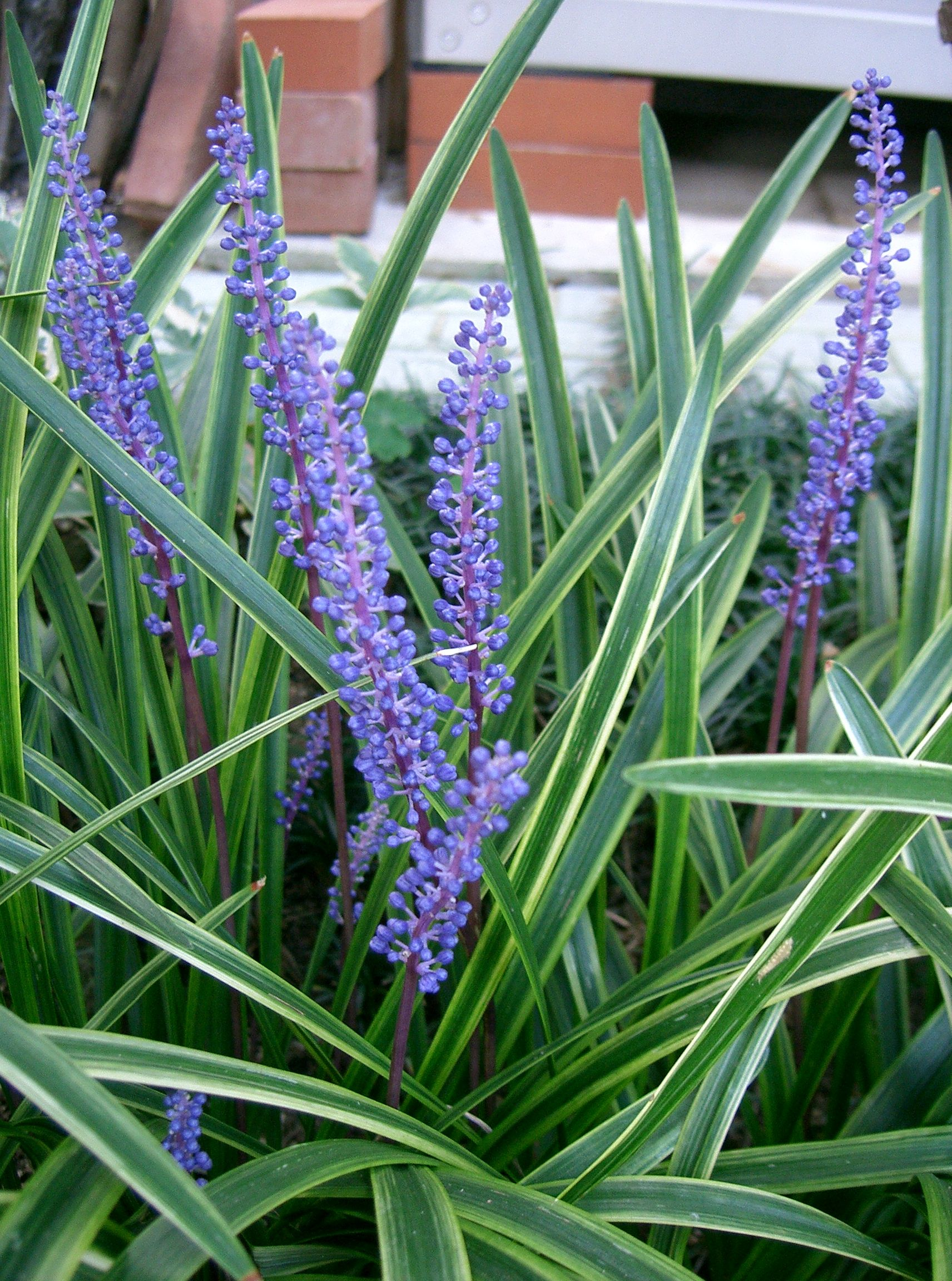
Des variétés de Liriope muscari se rencontrent parfois comme plantes ornementales.

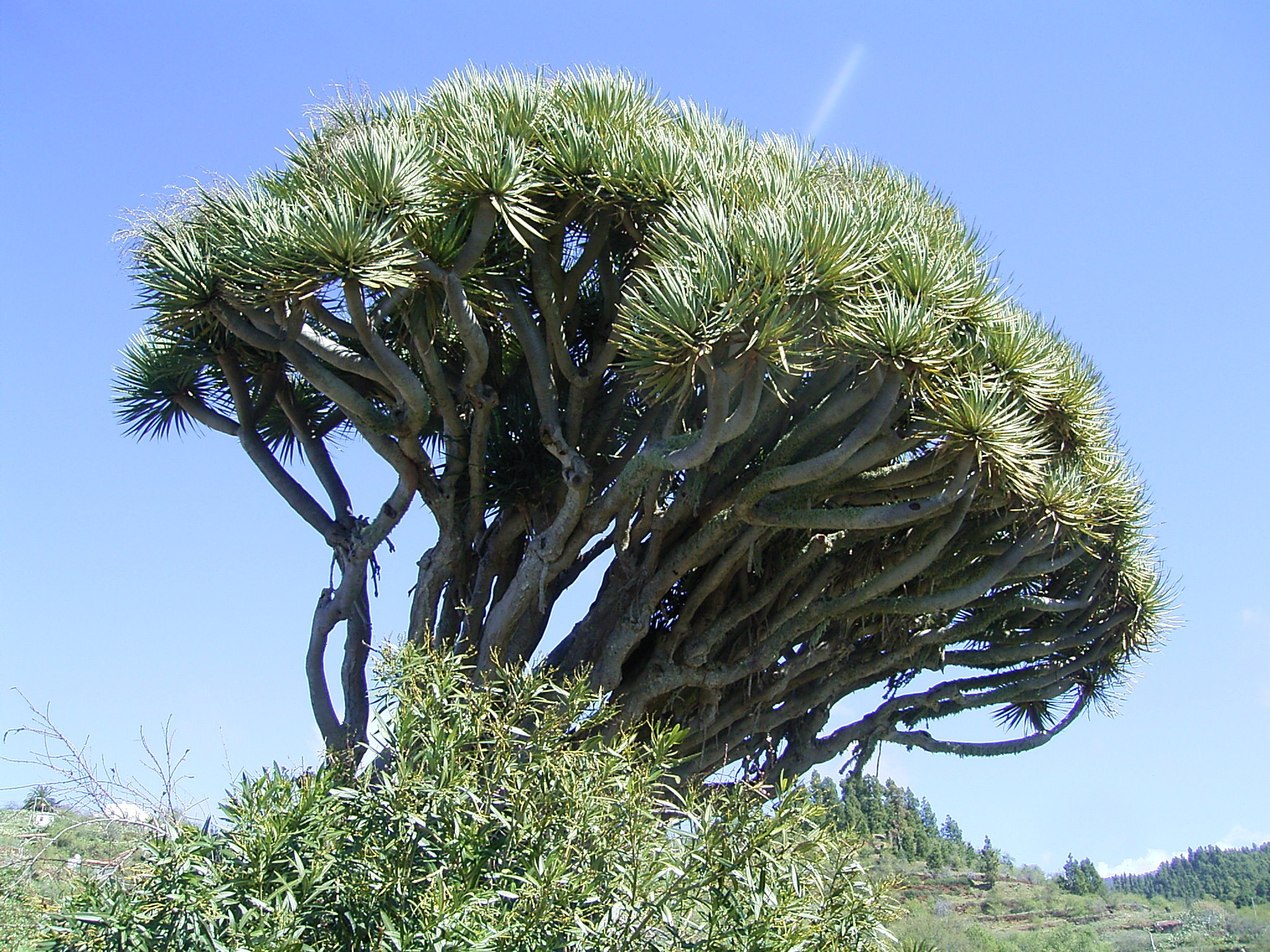
Le dragonnier Dracaena draco : un Nolinoideae à croissance secondaire anormale.

Les fruits (baies ou drupes) sont généralement rouge vif ou bleu quand ils sont mûrs. Les baies contiennent une à quatre graines et forment, dans de rares cas, une capsule de trois fruits.

### Chromosomes et composants
Les chromosomes ont de 0,5 à 19 micromètres de longueur et sont au nombre de 5 à 7, 9 ou 18 à 21. Des flavonoïdes, des saponines et de l'acide azétidine-2-carboxylique ont été isolés dans les plantes de la sous-famille..

## Habitat
Avec son large éventail d'aujourd'hui, la sous-famille des Nolinoideae a une importante extension géographique, avec des taxons dans les zones holarctique, paléotropicale et la région du Cap. On en trouve dans les régions tempérées de l'Eurasie et de l'Amérique du Nord, de la Méditerranée à l'Asie Mineure, aux îles Canaries, en Afrique australe, en Amérique centrale subtropicale à tropicale et au nord de l'Australie.

## Taxonomie
Nolinoideae est un nom de sous-famille utilisé de façon récente dans les systèmes de taxonomie des plantes. Ce même groupe de plantes forme, dans le système APG II (2003), la famille des Ruscaceae s.l.. Dans le système APG III (2009), il est placé dans la famille des Asparagaceae (clade des plantes monocotylédones).

### Histoire
La famille des Ruscaceae est créée en 1826, par Kurt Sprengel, dans Syst. Veg., 3, 3 (Ruscinae, nom. cons.). Initialement, la famille Ruscaceae (s. str.) ne comportait que trois genres: Ruscus, Semele et Danae, avec seulement neuf espèces. Ensuite, après des études de génétique moléculaire, les taxons d'anciennes familles comme les Aspidistraceae Hassk., le muguet de mai (Convallariaceae Horan.), les Dracaena (Dracaenaceae Salisb., nom. cons.), les Eriospermaceae Lem., les Nolinaceae Nakai, les Ophiopogonaceae Meisner., les Platymetraceae Salisb., les Polygonataceae Salisb. et les Sansevieriaceae Nakai sont intégrés dans cette famille. Autrefois, certains genres de cette famille ont été inclus dans la famille des liliacées (Liliaceae). Rudall et al. (2000) ont montré que le nom de Ruscaceae, publié par Sprengel en 1826, avait la priorité sur celui de Convallariaceae, publié en 1834 par Paul Fedorowitsch Horaninow, en dépit du fait que le nom de Convallariaceae soit étendu à d'autres taxons (selon les règles du Code international de nomenclature botanique). Maintenant, selon les études de génétique moléculaire (par exemple, des études rbcL par Chase et al., en 1995), les Convallariaceae s.str. ne comportent pas les taxons des anciennes familles Nolinaceae, Dracaenaceae et Ruscaceae.
Des études de génétique moléculaire ont conduit, au cours des années 2000, à modifier fortement les limites de la famille dans l'ordre des asperges (Asparagales). Ainsi, depuis Chase et al. (2009), les Nolinoideae ne sont plus qu'une sous-famille dans la famille des Asparagaceae. Auparavant, ils constituaient la famille indépendante des Ruscaceae. La place de certaines espèces a été fortement modifiée par les révisions au cours des années 2000. Le nom de Nolinoideae a priorité par rapport à celui de Ruscoideae. Les Nolinoideae sont publiés, pour la première fois, en juin 1835, par Gilbert Thomas Burnett, sous le nom de Nolanidae, alors que les Ruscoideae, qui portent alors le nom de Rusceae, le sont par Léopold Dippel, dans Handbuch der Laubholzkunde..., 1, p. 9, seulement en août-septembre 1889.

### Classification

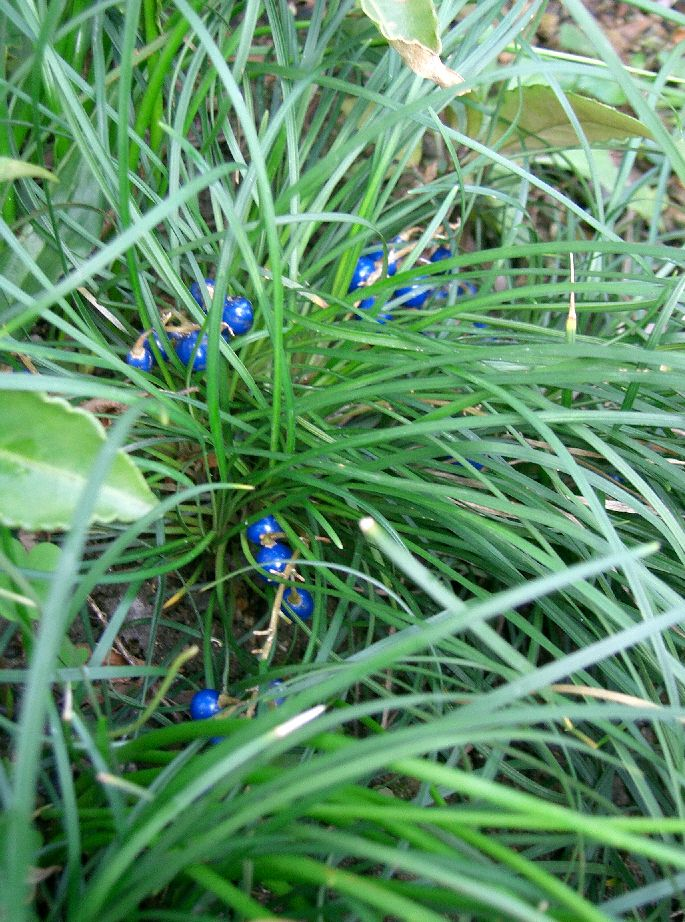
La plante herbacée Ophiopogon japonicus, avec ses baies bleu vif.

La sous-famille des Nolinoideae comprend seulement vingt deux genres, auparavant répartis dans les familles Convallariaceae, Dracaenaceae, Eriospermaceae et Nolinaceae. Antérieurement, ces plantes étaient placées dans la famille des liliacées (Liliaceae), par exemple dans le système de Cronquist (1981).
La classification phylogénétique APG II (2003) intègre les Dracaenaceae dans la sous-famille Nolinoideae.
Parmi les plantes appartenant à cette sous famille, on peut citer le muguet de mai (Convallaria majalis), le dragonnier (Dracaena draco), les sceaux de Salomon (Polygonatum), notamment le sceau de Salomon multiflore (Polygonatum multiflorum), le sceau de Salomon verticillé (Polygonatum verticillatum) et le sceau de Salomon odorant (Polygonatum odoratum).

### Tribus
La famille des Ruscaceae s. l. (au sens large) compte 24 à 30 genres, avec environ 475 espèces. Elle est divisée en six tribus.
Deux genres ne sont pas classés dans une tribu :
- Comospermum Rauschert appartenait à l'ancienne famille des Anthericaceae. Il compte deux espèces au Japon.
- Eriospermum Jacq. ex Willd constituait antérieurement une famille à part entière, les Eriospermaceae Endl.. Ce genre comporte 102 à 188 espèces dans le Capensis, et certaines espèces encore plus au nord, jusqu'au Sahara. Ces géophytes forment des tubercules avec l'hypocotyle, qui servent d'organes reproducteurs. Ce genre était autrefois placé à proximité de la tribu des Ophiopogonae. Il y a aussi un sous-genre Eriospermum (Hallier f.) Verdc. ex Austin et une section ou une série du même nom dans le genre Ipomoea[11],[12].

#### ConvallarieaeDum.
Cette tribu recouvre l'ancienne famille des Convallariaceae et est monophylétique. Elle comporte sept à dix genres, dont cinq sont monotypiques. Il y a un total d'environ 95 espèces. Ce sont des plantes herbacées, dont les fruits sont généralement des baies. Elles contiennent des composés chimiques typiques, comme des sapogénines (par exemple, la diosgenine ou la gentrogenine) ou des glycosides cardiaques. Leur habitat est l'Asie du Sud, mais aussi l'Europe et le Moyen-Orient.
- Aspidistra Ker Gawl., syn. Antherolophus Gagnep., Colania Gagnep., Evrardiella Gagnep.. Environ 55 à 80 espèces[14].
- Campylandra Baker. Environ 18 espèces. Ce genre se rencontre en Inde, au Bhoutan, au Népal, au Sikkim et en Chine[15].
- Convallaria L.. Ce genre compte une seule espèce[16] : le muguet de mai (Convallaria majalis L.).
- Gonioscypha Baker. Ce genre possède seulement deux espèces.
- Peliosanthes Andrews. Il y a une seule espèce : Peliosanthes macrophylla Mur. ex Baker.
- Reineckea Kunth. Ce genre ne compte qu'une espèce : le muguet japonais (Reineckea carnea (Andrews) Kunth). Son aire de distribution est la Chine et le Japon[17].
- Rohdea Roth. Selon Tanaka (2003), il y a environ 18 espèces, dont Campylandra, Gonioscypha et Titragyne Salisb[18]. D'après Tamura (2004), ce genre ne compte que la seule espèce Rohdea japonica (Thunb.) Roth[19].
- Speirantha Baker. Une seule espèce : Speirantha gardenii (Hook.) Baillon. Le genre se trouve en Chine[20].
- Theropogon Maxim.. Ce genre ne comporte qu'une espèce, Theropogon Pallidus Maxim.. On le trouve au Bhoutan, en Chine, en Inde, au Népal et au Sikkim[21].
- Tricalistra Ridl. ne compte que Tricalistra ochracea Ridl. qui appartient peut-être au genre Tupistra.
- Tupistra Ker Gawl. (syn : Platymetra Noronha ex Salisb.). Ce genre regroupe environ 14 espèces de l'Himalaya au Vietnam et l'archipel indonésien[22].

#### Dracaeneae

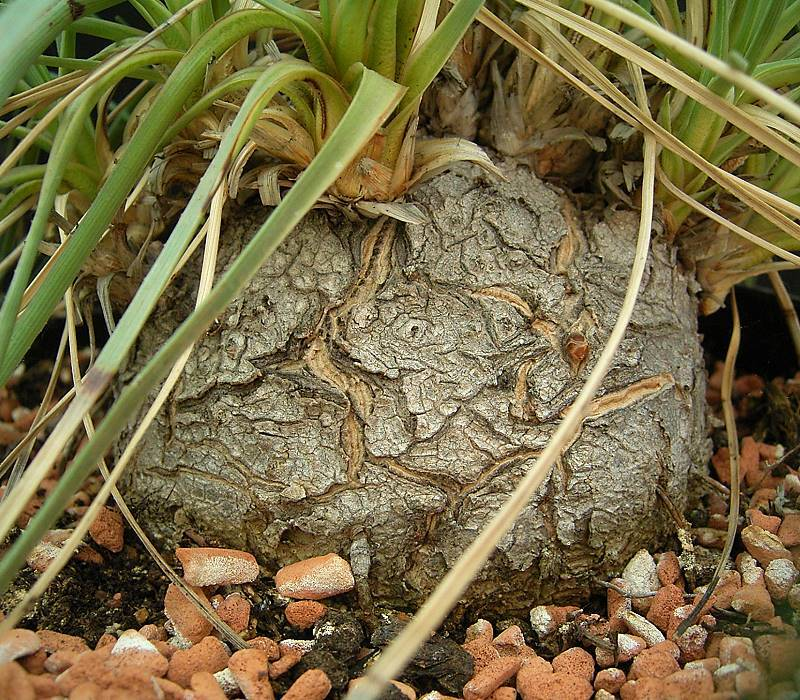
Tiges de Calibanus hookeri.

Cette tribu comporte deux genres. Ces plantes produisent une résine rouge, le sang de dragon (d'où leur nom), utilisée dans l'industrie pharmaceutique. Certains dragonniers (Dracaena), notamment aux Canaries, peuvent croître jusqu'à atteindre 20 m de hauteur. Ces végétaux sont populaires comme plantes ornementales d'intérieur (Sansevieria).
- Les dragonniers (Dracaena Vand ex L., syn. Pleomele Salisb., Terminalis Medik.) regroupent environ 38 à 50 espèces. Pour certains auteurs, les Sansevieria en font partie[23].
- Les Sansevieria Thunb., que certains auteurs placent dans les Dracaena Vand ex L., réunissent environ 60 à 100 espèces.

#### Nolineae
Dans cette tribu, il y a quatre genres et environ 50 espèces.
- Beaucarnea Lem. (genre inclus par certains auteurs dans Nolina Michx.) comporte environ neuf espèces de l'Amérique centrale.
- Calibanus Rose n'a que deux espèces, présentes au nord et au centre du Mexique. Certains auteurs classent ce genre dans Nolina Michx.
- Dasylirion Zucc. regroupe environ 15 à 17 espèces, présentes du sud-ouest des États-Unis au Mexique[24].
- Nolina Michx est constitué d'environ 25 à 30 espèces, présentes dans l'ouest et le sud-est des États-Unis (14 espèces) et au Mexique[25].

#### Ophiopogonae

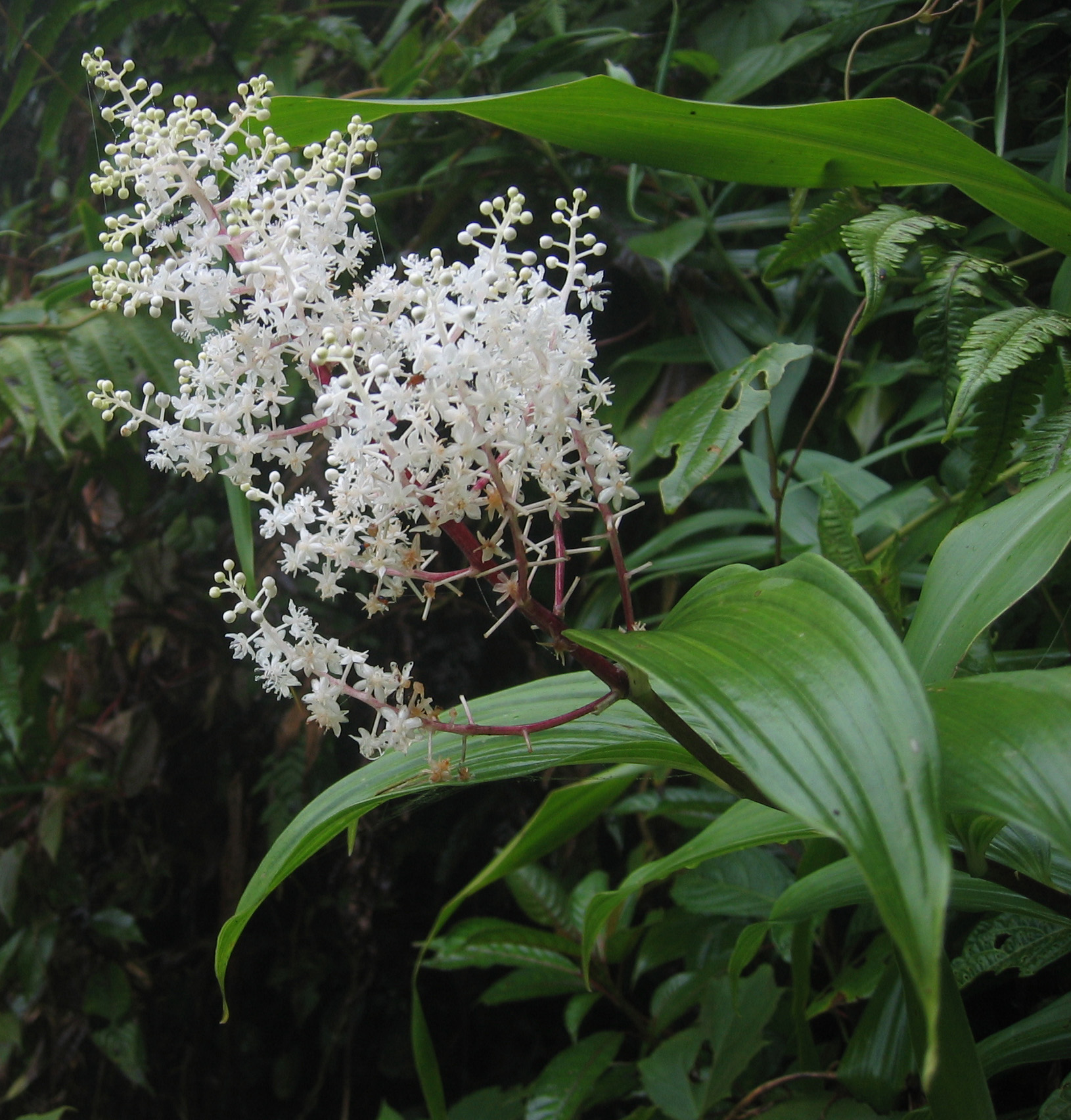
Maianthemum gigas.

Cette tribu comporte seulement deux genres.
- Liriope Lour possède environ huit espèces, que l'on trouve en Asie orientale. Il existe six espèces en Chine, trois d'entre elles endémiques. On trouve également des Liriope au Japon, aux Philippines et au Vietnam[26].
- La barbe de serpent (Ophiopogon Ker Gawl, syn. : Chloopsis Blume, Flueggea Rich.). Ce genre comporte environ 55 à 65 espèces. On le rencontre dans toutes les zones climatiques de l'Asie. En Chine, il y a 47 espèces[27].

#### Polygonatae
Cette tribu comporte quatre genres.
- Disporopsis Hance. inclut environ six espèces en Asie[28].
- Heteropolygonatum M. N. Tamura et Ogisu (classé par certains auteurs dans Polygonatum Mill.) comporte quatre espèces qui se trouvent seulement en Chine[29].
- Maianthemum F. H. Wigg. (syn. Oligobotrya Baker, Slateria Desv., Smilacina Desf. et Vagnera Adans.) regroupe de 28 à 38 espèces de l'hémisphère nord[30]. Les espèces de l'ancien genre Smilacina sont, comme les monocotylédones, généralement trifoliées ; alors que les Maianthemum s.str. sont difoliées (quatre bractées, quatre étamines et deux carpelles)[30].
- Les sceaux de Salomon (Polygonatum Mill, syn. Periballanthus Franch. et Sav.) comportent environ 60 espèces dans les zones tempérées de l'hémisphère nord[31].

#### RusceaeDum.
Cette tribu comprend l'ensemble des Ruscacea s.str., avec trois genres et environ huit à neuf espèces. Ce sont des plantes semi-arbustives méditerranéennes, à feuilles persistantes.
- Danaé Medik est un genre monotypique, avec comme seule espèce le laurier d'Alexandrie (Danae racemosa (L.) Moench).
- Le petit houx (Ruscus L.) comporte environ six à sept espèces.
- Semele Kunth possède une seule espèce, le fragon grimpant (Semele androgyna (L.) Kunth).

### Genres

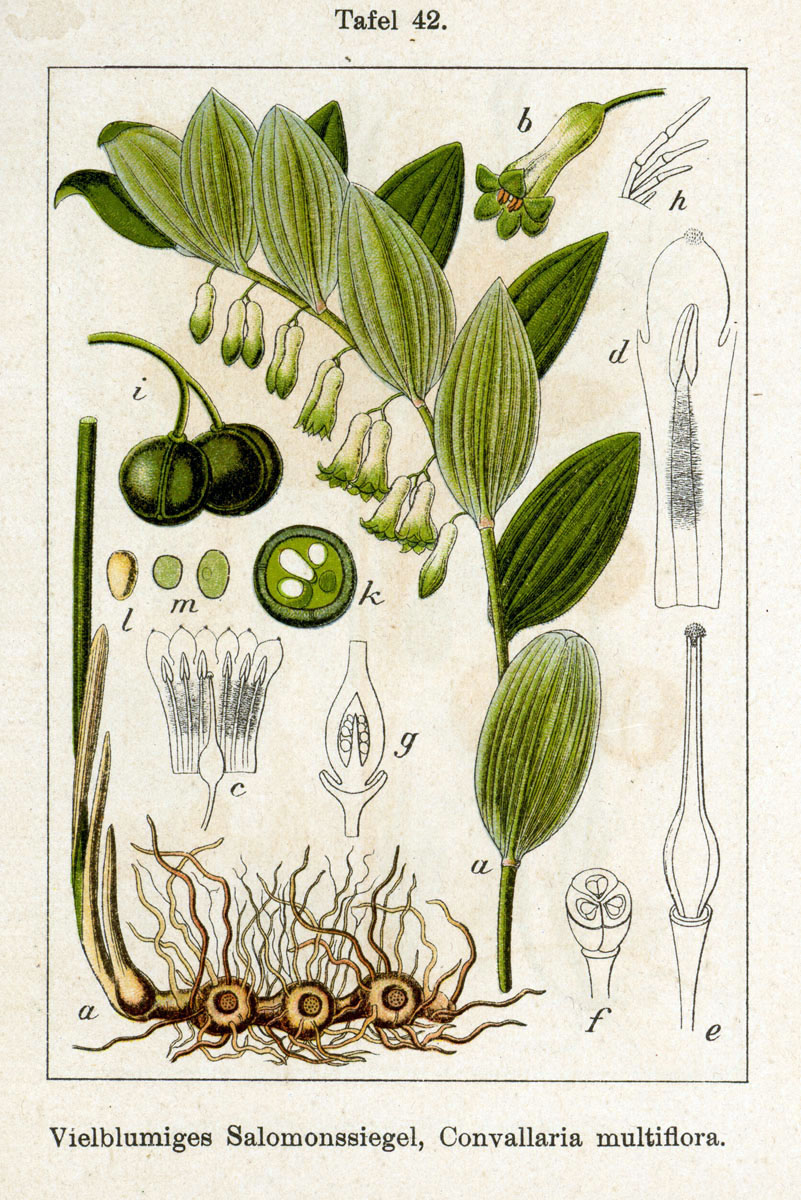
Illustration du sceau de Salomon (Polygonatum multiflorum).

Comme de nombreux groupes de monocotylédones lilioïdes, ces genres sont, antérieurement, compris dans la famille Liliaceae. Une liste, peut-être incomplète, des genres inclus dans les Nolinoideae est donnée ci-dessous. La référence est celle qui place le genre dans cette sous-famille. Les genres actuellement inclus ici ont beaucoup varié dans leurs limites et dans l'affectation aux familles et sous-familles. Certains placements dans d'anciennes familles autres que les Agavaceae, qui se trouvent dans la littérature sont donnés ci-dessous,,.
| Genre                                                                     | Ancienne famille, autre que celles des Ruscaceae s. l. |
| ------------------------------------------------------------------------- | ------------------------------------------------------ |
| Aspidistra Ker Gawl. (y compris Antherolophus Gagnep. et Colania Gagnep.) | Convallariaceae                                        |
| Beaucarnea Lem.                                                           | Dracaenaceae, Agavaceae                                |
| Calibanus Rose                                                            | Dracaenaceae, Agavaceae                                |
| Campilandra Baker                                                         | Convallariaceae                                        |
| Comospermum Rauschert                                                     | Anthericaceae                                          |
| Convallaria L.                                                            | Convallariaceae                                        |
| Danae Medik.                                                              |                                                        |
| Dasylirion Zucc.                                                          | Dracaenaceae                                           |
| Disporopsis Hance                                                         | Convallariaceae                                        |
| Dracaena Vand. ex L.                                                      | Dracaenaceae, Agavaceae                                |
| Eriospermum Jacq.                                                         | Eriospermaceae                                         |
| Heteropolygonatum M. N. Tamura et Ogisu                                   | Convallariaceae                                        |
| Liriope Lour.                                                             | Convallariaceae                                        |
| Maianthemum F. H. Wigg. (y compris Oligobotrya Baker et Smilacina Desf.)  | Convallariaceae                                        |
| Nolina Michx.                                                             | Dracaenaceae                                           |
| Ophiopogon Ker Gawl.                                                      | Convallariaceae                                        |
| Peliosanthes Andrews                                                      | Convallariaceae                                        |
| Pleomele Salisb. (souvent classés dans les Dracaena)                      | Dracaenaceae, Agavaceae                                |
| Polygonatum Mill.                                                         | Convallariaceae                                        |
| Reineckea Kunth                                                           | Convallariaceae                                        |
| Rohdea Roth (y compris Gonioscypha Baker)                                 | Convallariaceae                                        |
| Ruscus L.                                                                 |                                                        |
| Sansevieria Thunb.                                                        | Dracaenaceae                                           |
| Semele Kunth                                                              |                                                        |
| Speirantha Baker                                                          | Convallariaceae                                        |
| Theropogon Maxim.                                                         | Convallariaceae                                        |
| Tupistra Ker Gawl. (y compris Campylandra Baker et Tricalistra Ridl.)     | Convallariaceae                                        |

## Utilisation

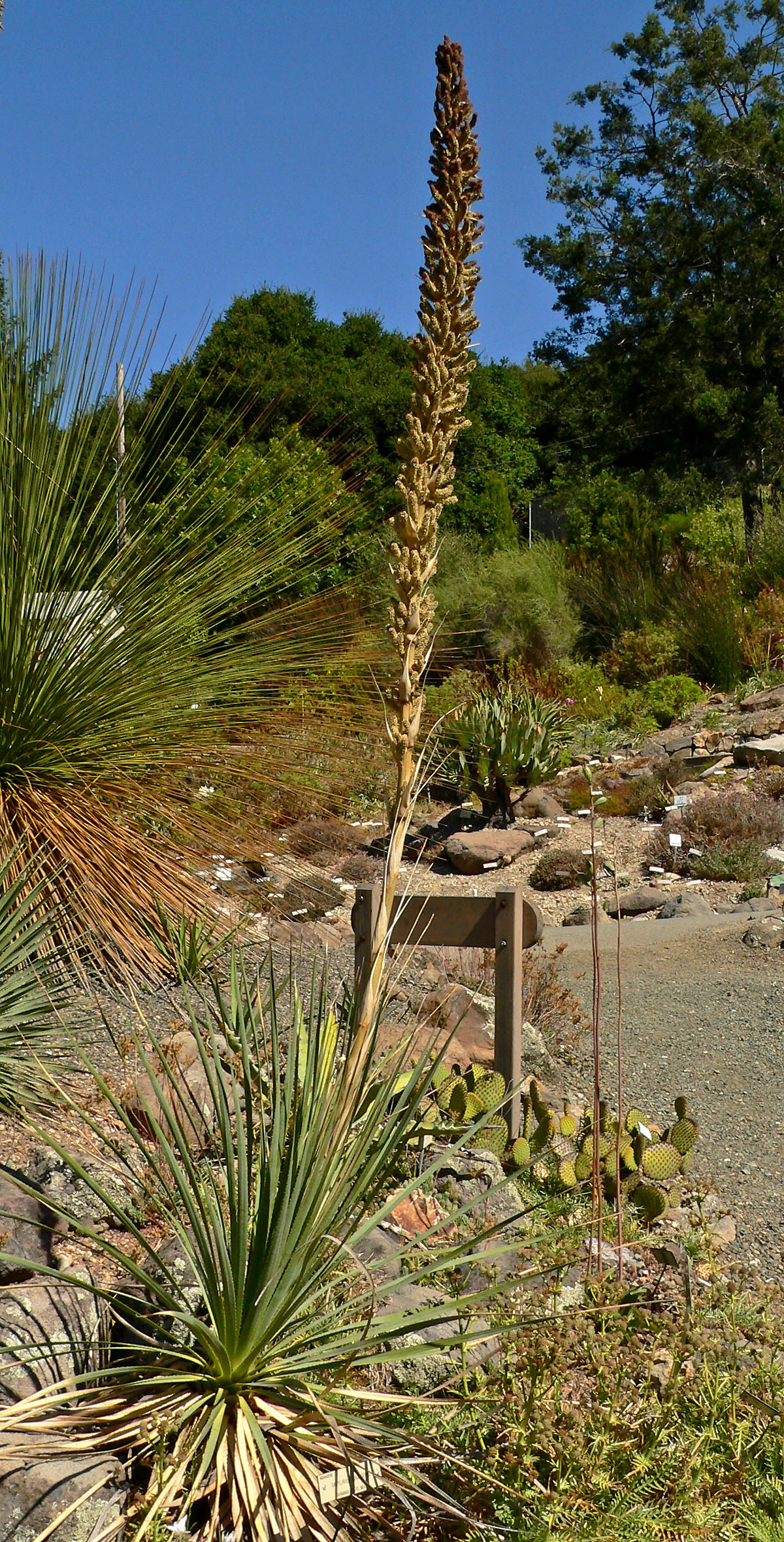
Dasylirion durangense.

Le fragon faux-houx (Ruscus aculeatus) est utilisé en médecine. Le rhizome constitue un remède : Rusci rhizoma. La barbe de serpent japonaise (Ophiopogon japonicus) est aussi employée médicalement. Les organes souterrains des plantes de certaines espèces de Liriope servent d'aliments, ainsi que des parties de quelques espèces de Maianthemum. Les espèces de Polygonatum sont utilisées de plusieurs manières. De nombreuses espèces et variétés de certaines espèces sont utilisées comme plantes ornementales dans les parcs, les jardins et en intérieur.

## Références

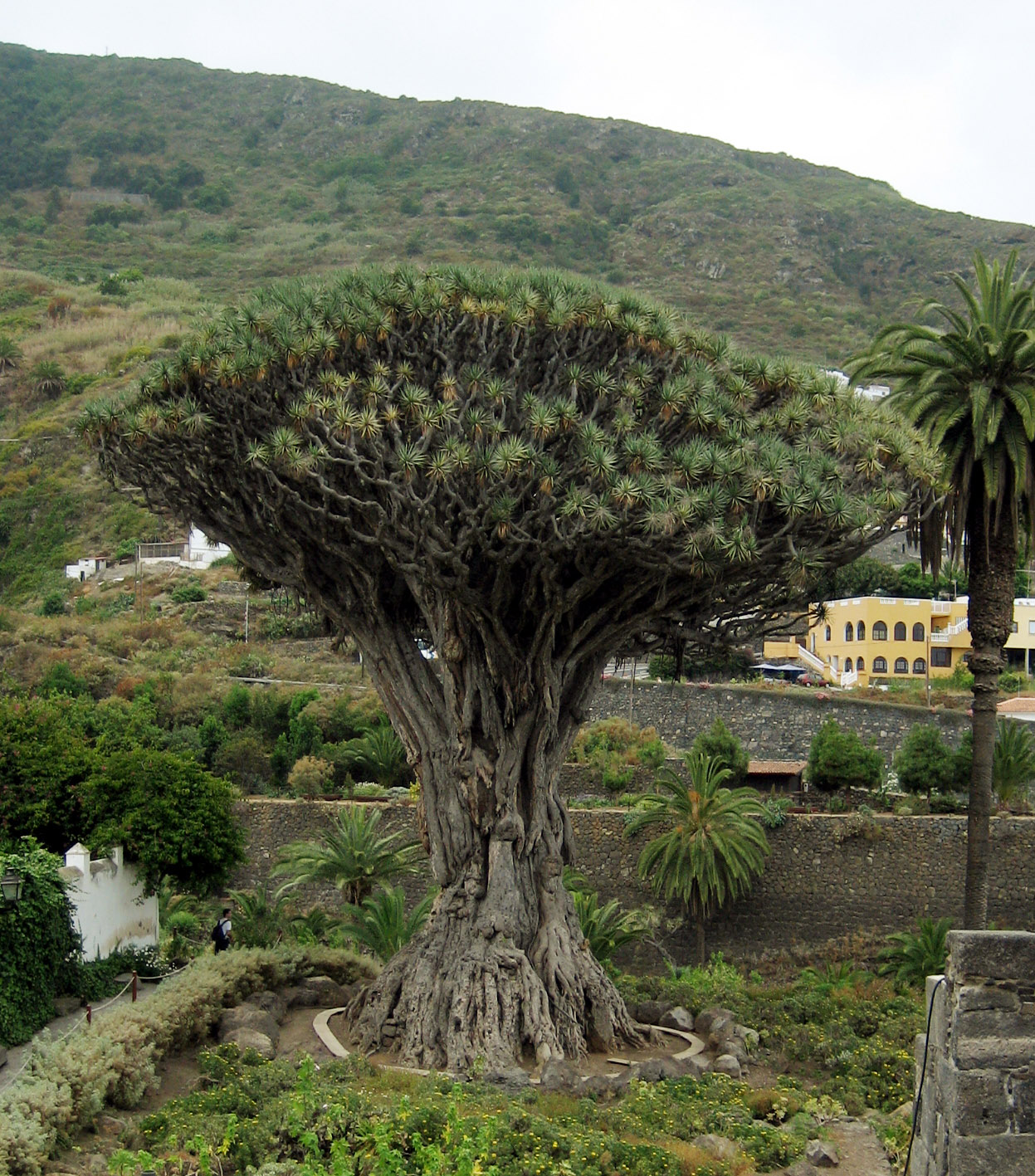
Dracaena draco.

## Liens externes

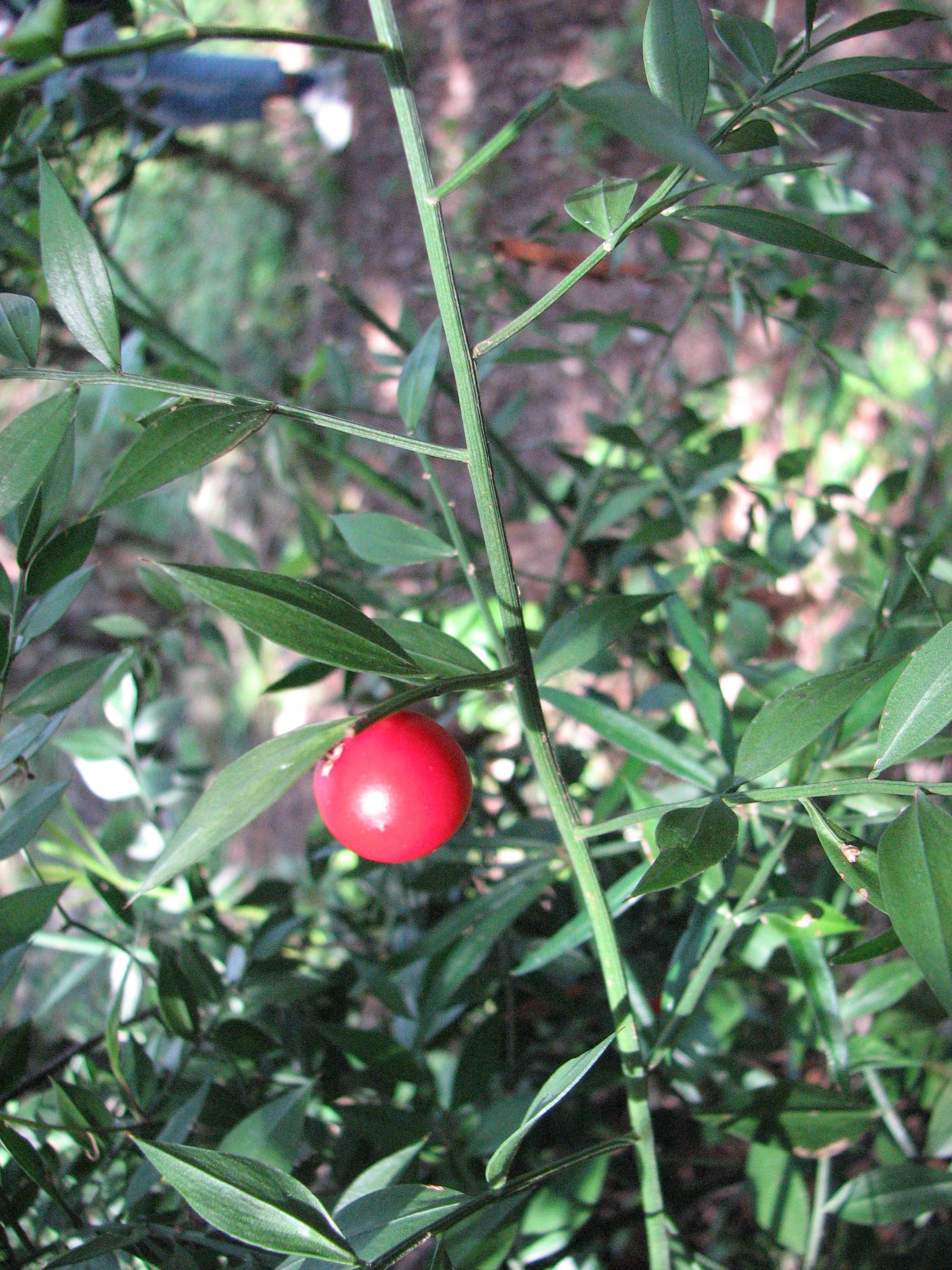
Fruit de fragon faux houx (Ruscus aculeatus).